# Weinmannia heterophylla
Weinmannia heterophylla là một loài thực vật có hoa trong họ Cunoniaceae. Loài này được Ruiz & Pav. miêu tả khoa học đầu tiên năm 1804.